# Violant de Bar

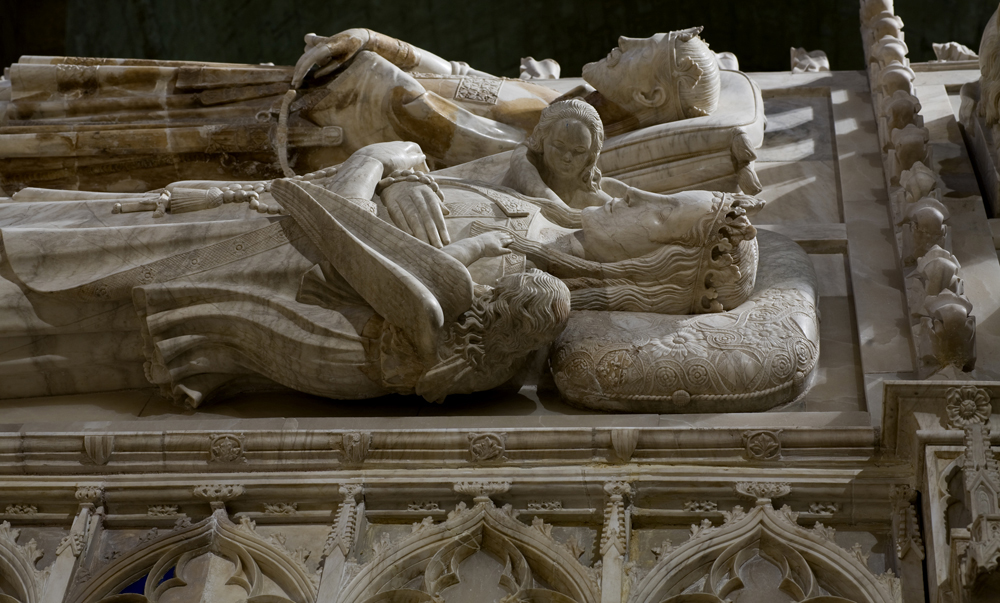
Violant de Bar i Joan I al panteó reial del monestir de Poblet (reconstrucció de Frederic Marès).

Violant de Bar (nord de França, vers 1365 - Bellesguard, Barcelona, 3 de juliol de 1431) fou duquessa consort de Girona (1380 - 1387) i comtessa consort de Cervera (1380 - 1387) i després reina consort d'Aragó, de València, de Mallorca, de Sardenya i de Còrsega (nominal), duquessa consort d'Atenes i de Neopàtria i comtessa consort de Barcelona, de Rosselló i de Cerdanya (1387 - 1396). Fou la segona esposa del rei d'Aragó Joan I el Caçador. Violant és la forma en què, en la historiografia catalana dels últims segles, ha quedat fixat el nom medieval Iolant (o Yolant).
La seva cort, en què s'envoltà de músics, trobadors i escriptors, va constituir un centre cultural des del qual impulsà la creació literària i la llengua catalana. Hi coincidiren alguns dels autors catalano-aragonesos més rellevants del moment: Bernat Metge, que fou el seu secretari, Vicent Ferrer i Antoni Canals, entre els seus confessors, i Francesc Eiximenis. Se'n pot dir que és la primera reina de qui es conserva una correspondència literària.

## Ascendència

Armes dels comtes, després ducs, de Bar

Violant pertanyia al llinatge dels Montbéliard, ducs de Bar, emparentat amb la casa reial de França (dinastia Valois).
Era filla de Maria de França i de Robert I, duc de Bar. Rebé una educació refinada a París, a la cort del seu oncle el rei Carles V de França, coincidint segurament amb qui seria la primera escriptora en llengua francesa, Christine de Pisan.

### Genealogia simplificada de Violant de Bar
|  |  |  |  |  |  | Enric IV de Bar comte de Bar *c. 1315/1320 †1344 | Enric IV de Bar comte de Bar *c. 1315/1320 †1344 | Enric IV de Bar comte de Bar *c. 1315/1320 †1344 | Enric IV de Bar comte de Bar *c. 1315/1320 †1344 | Enric IV de Bar comte de Bar *c. 1315/1320 †1344 | Enric IV de Bar comte de Bar *c. 1315/1320 †1344 |                                        |                                        |                                        |                                        |                                        |                                        | Violant de Flandes (o de Dampierre) *1331 =1338 †1395 | Violant de Flandes (o de Dampierre) *1331 =1338 †1395 | Violant de Flandes (o de Dampierre) *1331 =1338 †1395 | Violant de Flandes (o de Dampierre) *1331 =1338 †1395 | Violant de Flandes (o de Dampierre) *1331 =1338 †1395                   | Violant de Flandes (o de Dampierre) *1331 =1338 †1395                   |                                                                         |                                                                         | Joan II de França, el Bo rei de França (1350-1364) *1319 †1364          | Joan II de França, el Bo rei de França (1350-1364) *1319 †1364          | Joan II de França, el Bo rei de França (1350-1364) *1319 †1364 | Joan II de França, el Bo rei de França (1350-1364) *1319 †1364 | Joan II de França, el Bo rei de França (1350-1364) *1319 †1364                                 | Joan II de França, el Bo rei de França (1350-1364) *1319 †1364                                 |                                                                                                |                                                                                                |                                                                                                |                                                                                                |                                                                      |                                                                      | Bonna de Luxemburg delfina de França *1315 =1332 †1349               | Bonna de Luxemburg delfina de França *1315 =1332 †1349               | Bonna de Luxemburg delfina de França *1315 =1332 †1349             | Bonna de Luxemburg delfina de França *1315 =1332 †1349             | Bonna de Luxemburg delfina de França *1315 =1332 †1349             | Bonna de Luxemburg delfina de França *1315 =1332 †1349             |                                                                    |                                                                    |  |  |  |  |
|  |  |  |  |  |  | Enric IV de Bar comte de Bar *c. 1315/1320 †1344 | Enric IV de Bar comte de Bar *c. 1315/1320 †1344 | Enric IV de Bar comte de Bar *c. 1315/1320 †1344 | Enric IV de Bar comte de Bar *c. 1315/1320 †1344 | Enric IV de Bar comte de Bar *c. 1315/1320 †1344 | Enric IV de Bar comte de Bar *c. 1315/1320 †1344 |                                        |                                        |                                        |                                        |                                        |                                        | Violant de Flandes (o de Dampierre) *1331 =1338 †1395 | Violant de Flandes (o de Dampierre) *1331 =1338 †1395 | Violant de Flandes (o de Dampierre) *1331 =1338 †1395 | Violant de Flandes (o de Dampierre) *1331 =1338 †1395 | Violant de Flandes (o de Dampierre) *1331 =1338 †1395                   | Violant de Flandes (o de Dampierre) *1331 =1338 †1395                   |                                                                         |                                                                         | Joan II de França, el Bo rei de França (1350-1364) *1319 †1364          | Joan II de França, el Bo rei de França (1350-1364) *1319 †1364          | Joan II de França, el Bo rei de França (1350-1364) *1319 †1364 | Joan II de França, el Bo rei de França (1350-1364) *1319 †1364 | Joan II de França, el Bo rei de França (1350-1364) *1319 †1364                                 | Joan II de França, el Bo rei de França (1350-1364) *1319 †1364                                 |                                                                                                |                                                                                                |                                                                                                |                                                                                                |                                                                      |                                                                      | Bonna de Luxemburg delfina de França *1315 =1332 †1349               | Bonna de Luxemburg delfina de França *1315 =1332 †1349               | Bonna de Luxemburg delfina de França *1315 =1332 †1349             | Bonna de Luxemburg delfina de França *1315 =1332 †1349             | Bonna de Luxemburg delfina de França *1315 =1332 †1349             | Bonna de Luxemburg delfina de França *1315 =1332 †1349             |                                                                    |                                                                    |  |  |  |  |
|  |  |  |  |  |  |                                                  |                                                  |                                                  |                                                  |                                                  |                                                  |                                        |                                        |                                        |                                        |                                        |                                        |                                                       |                                                       |                                                       |                                                       |                                                                         |                                                                         |                                                                         |                                                                         |                                                                         |                                                                         |                                                                |                                                                |                                                                                                |                                                                                                |                                                                                                |                                                                                                |                                                                                                |                                                                                                |                                                                      |                                                                      |                                                                      |                                                                      |                                                                    |                                                                    |                                                                    |                                                                    |                                                                    |                                                                    |  |  |  |  |
|  |  |  |  |  |  |                                                  |                                                  |                                                  |                                                  |                                                  |                                                  |                                        |                                        |                                        |                                        |                                        |                                        |                                                       |                                                       |                                                       |                                                       |                                                                         |                                                                         |                                                                         |                                                                         |                                                                         |                                                                         |                                                                |                                                                |                                                                                                |                                                                                                |                                                                                                |                                                                                                |                                                                                                |                                                                                                |                                                                      |                                                                      |                                                                      |                                                                      |                                                                    |                                                                    |                                                                    |                                                                    |                                                                    |                                                                    |  |  |  |  |
|  |  |  |  |  |  |                                                  |                                                  |                                                  |                                                  |                                                  |                                                  | Robert I de Bar duc de Bar *1344 †1411 | Robert I de Bar duc de Bar *1344 †1411 | Robert I de Bar duc de Bar *1344 †1411 | Robert I de Bar duc de Bar *1344 †1411 | Robert I de Bar duc de Bar *1344 †1411 | Robert I de Bar duc de Bar *1344 †1411 |                                                       |                                                       |                                                       |                                                       |                                                                         |                                                                         |                                                                         |                                                                         |                                                                         |                                                                         |                                                                |                                                                |                                                                                                |                                                                                                | Maria de França (o de Valois) *1344 =1364 †1404                                                | Maria de França (o de Valois) *1344 =1364 †1404                                                | Maria de França (o de Valois) *1344 =1364 †1404                                                | Maria de França (o de Valois) *1344 =1364 †1404                                                | Maria de França (o de Valois) *1344 =1364 †1404                      | Maria de França (o de Valois) *1344 =1364 †1404                      |                                                                      |                                                                      | Carles V de França, el Savi rei de França (1364-1380) *1338 †1380  | Carles V de França, el Savi rei de França (1364-1380) *1338 †1380  | Carles V de França, el Savi rei de França (1364-1380) *1338 †1380  | Carles V de França, el Savi rei de França (1364-1380) *1338 †1380  | Carles V de França, el Savi rei de França (1364-1380) *1338 †1380  | Carles V de França, el Savi rei de França (1364-1380) *1338 †1380  |  |  |  |  |
|  |  |  |  |  |  |                                                  |                                                  |                                                  |                                                  |                                                  |                                                  | Robert I de Bar duc de Bar *1344 †1411 | Robert I de Bar duc de Bar *1344 †1411 | Robert I de Bar duc de Bar *1344 †1411 | Robert I de Bar duc de Bar *1344 †1411 | Robert I de Bar duc de Bar *1344 †1411 | Robert I de Bar duc de Bar *1344 †1411 |                                                       |                                                       |                                                       |                                                       |                                                                         |                                                                         |                                                                         |                                                                         |                                                                         |                                                                         |                                                                |                                                                |                                                                                                |                                                                                                | Maria de França (o de Valois) *1344 =1364 †1404                                                | Maria de França (o de Valois) *1344 =1364 †1404                                                | Maria de França (o de Valois) *1344 =1364 †1404                                                | Maria de França (o de Valois) *1344 =1364 †1404                                                | Maria de França (o de Valois) *1344 =1364 †1404                      | Maria de França (o de Valois) *1344 =1364 †1404                      |                                                                      |                                                                      | Carles V de França, el Savi rei de França (1364-1380) *1338 †1380  | Carles V de França, el Savi rei de França (1364-1380) *1338 †1380  | Carles V de França, el Savi rei de França (1364-1380) *1338 †1380  | Carles V de França, el Savi rei de França (1364-1380) *1338 †1380  | Carles V de França, el Savi rei de França (1364-1380) *1338 †1380  | Carles V de França, el Savi rei de França (1364-1380) *1338 †1380  |  |  |  |  |
|  |  |  |  |  |  |                                                  |                                                  |                                                  |                                                  |                                                  |                                                  |                                        |                                        |                                        |                                        |                                        |                                        |                                                       |                                                       |                                                       |                                                       |                                                                         |                                                                         |                                                                         |                                                                         |                                                                         |                                                                         |                                                                |                                                                |                                                                                                |                                                                                                |                                                                                                |                                                                                                |                                                                                                |                                                                                                |                                                                      |                                                                      |                                                                      |                                                                      |                                                                    |                                                                    |                                                                    |                                                                    |                                                                    |                                                                    |  |  |  |  |
|  |  |  |  |  |  |                                                  |                                                  |                                                  |                                                  |                                                  |                                                  |                                        |                                        |                                        |                                        |                                        |                                        |                                                       |                                                       |                                                       |                                                       |                                                                         |                                                                         |                                                                         |                                                                         |                                                                         |                                                                         |                                                                |                                                                |                                                                                                |                                                                                                |                                                                                                |                                                                                                |                                                                                                |                                                                                                |                                                                      |                                                                      |                                                                      |                                                                      |                                                                    |                                                                    |                                                                    |                                                                    |                                                                    |                                                                    |  |  |  |  |
|  |  |  |  |  |  | Lluís I de Bar cardenal duc de Bar †1431         | Lluís I de Bar cardenal duc de Bar †1431         | Lluís I de Bar cardenal duc de Bar †1431         | Lluís I de Bar cardenal duc de Bar †1431         | Lluís I de Bar cardenal duc de Bar †1431         | Lluís I de Bar cardenal duc de Bar †1431         |                                        |                                        | Eduard III de Bar duc de Bar †1415     | Eduard III de Bar duc de Bar †1415     | Eduard III de Bar duc de Bar †1415     | Eduard III de Bar duc de Bar †1415     | Eduard III de Bar duc de Bar †1415                    | Eduard III de Bar duc de Bar †1415                    |                                                       |                                                       | Violant de Bar                                                          | Violant de Bar                                                          | Violant de Bar                                                          | Violant de Bar                                                          | Violant de Bar                                                          | Violant de Bar                                                          |                                                                |                                                                | Joan I d'Aragó rei d'Aragó etc. 1387-1396                                                      | Joan I d'Aragó rei d'Aragó etc. 1387-1396                                                      | Joan I d'Aragó rei d'Aragó etc. 1387-1396                                                      | Joan I d'Aragó rei d'Aragó etc. 1387-1396                                                      | Joan I d'Aragó rei d'Aragó etc. 1387-1396                                                      | Joan I d'Aragó rei d'Aragó etc. 1387-1396                                                      |                                                                      |                                                                      |                                                                      |                                                                      | Carles VI de França, el Foll rei de França (1380-1422) *1368 †1422 | Carles VI de França, el Foll rei de França (1380-1422) *1368 †1422 | Carles VI de França, el Foll rei de França (1380-1422) *1368 †1422 | Carles VI de França, el Foll rei de França (1380-1422) *1368 †1422 | Carles VI de França, el Foll rei de França (1380-1422) *1368 †1422 | Carles VI de França, el Foll rei de França (1380-1422) *1368 †1422 |  |  |  |  |
|  |  |  |  |  |  | Lluís I de Bar cardenal duc de Bar †1431         | Lluís I de Bar cardenal duc de Bar †1431         | Lluís I de Bar cardenal duc de Bar †1431         | Lluís I de Bar cardenal duc de Bar †1431         | Lluís I de Bar cardenal duc de Bar †1431         | Lluís I de Bar cardenal duc de Bar †1431         |                                        |                                        | Eduard III de Bar duc de Bar †1415     | Eduard III de Bar duc de Bar †1415     | Eduard III de Bar duc de Bar †1415     | Eduard III de Bar duc de Bar †1415     | Eduard III de Bar duc de Bar †1415                    | Eduard III de Bar duc de Bar †1415                    |                                                       |                                                       | Violant de Bar                                                          | Violant de Bar                                                          | Violant de Bar                                                          | Violant de Bar                                                          | Violant de Bar                                                          | Violant de Bar                                                          |                                                                |                                                                | Joan I d'Aragó rei d'Aragó etc. 1387-1396                                                      | Joan I d'Aragó rei d'Aragó etc. 1387-1396                                                      | Joan I d'Aragó rei d'Aragó etc. 1387-1396                                                      | Joan I d'Aragó rei d'Aragó etc. 1387-1396                                                      | Joan I d'Aragó rei d'Aragó etc. 1387-1396                                                      | Joan I d'Aragó rei d'Aragó etc. 1387-1396                                                      |                                                                      |                                                                      |                                                                      |                                                                      | Carles VI de França, el Foll rei de França (1380-1422) *1368 †1422 | Carles VI de França, el Foll rei de França (1380-1422) *1368 †1422 | Carles VI de França, el Foll rei de França (1380-1422) *1368 †1422 | Carles VI de França, el Foll rei de França (1380-1422) *1368 †1422 | Carles VI de França, el Foll rei de França (1380-1422) *1368 †1422 | Carles VI de França, el Foll rei de França (1380-1422) *1368 †1422 |  |  |  |  |
|  |  |  |  |  |  |                                                  |                                                  |                                                  |                                                  |                                                  |                                                  |                                        |                                        |                                        |                                        |                                        |                                        |                                                       |                                                       |                                                       |                                                       |                                                                         |                                                                         |                                                                         |                                                                         |                                                                         |                                                                         |                                                                |                                                                |                                                                                                |                                                                                                |                                                                                                |                                                                                                |                                                                                                |                                                                                                |                                                                      |                                                                      |                                                                      |                                                                      |                                                                    |                                                                    |                                                                    |                                                                    |                                                                    |                                                                    |  |  |  |  |
|  |  |  |  |  |  |                                                  |                                                  |                                                  |                                                  |                                                  |                                                  |                                        |                                        |                                        |                                        |                                        |                                        |                                                       |                                                       |                                                       |                                                       |                                                                         |                                                                         |                                                                         |                                                                         | Violant d'Aragó =1364 †1443                                             | Violant d'Aragó =1364 †1443                                             | Violant d'Aragó =1364 †1443                                    | Violant d'Aragó =1364 †1443                                    | Violant d'Aragó =1364 †1443                                                                    | Violant d'Aragó =1364 †1443                                                                    |                                                                                                |                                                                                                | Lluís II de Nàpols duc d'Anjou comte de Provença rei de Nàpols †1417                           | Lluís II de Nàpols duc d'Anjou comte de Provença rei de Nàpols †1417                           | Lluís II de Nàpols duc d'Anjou comte de Provença rei de Nàpols †1417 | Lluís II de Nàpols duc d'Anjou comte de Provença rei de Nàpols †1417 | Lluís II de Nàpols duc d'Anjou comte de Provença rei de Nàpols †1417 | Lluís II de Nàpols duc d'Anjou comte de Provença rei de Nàpols †1417 |                                                                    |                                                                    |                                                                    |                                                                    |                                                                    |                                                                    |  |  |  |  |
|  |  |  |  |  |  |                                                  |                                                  |                                                  |                                                  |                                                  |                                                  |                                        |                                        |                                        |                                        |                                        |                                        |                                                       |                                                       |                                                       |                                                       |                                                                         |                                                                         |                                                                         |                                                                         | Violant d'Aragó =1364 †1443                                             | Violant d'Aragó =1364 †1443                                             | Violant d'Aragó =1364 †1443                                    | Violant d'Aragó =1364 †1443                                    | Violant d'Aragó =1364 †1443                                                                    | Violant d'Aragó =1364 †1443                                                                    |                                                                                                |                                                                                                | Lluís II de Nàpols duc d'Anjou comte de Provença rei de Nàpols †1417                           | Lluís II de Nàpols duc d'Anjou comte de Provença rei de Nàpols †1417                           | Lluís II de Nàpols duc d'Anjou comte de Provença rei de Nàpols †1417 | Lluís II de Nàpols duc d'Anjou comte de Provença rei de Nàpols †1417 | Lluís II de Nàpols duc d'Anjou comte de Provença rei de Nàpols †1417 | Lluís II de Nàpols duc d'Anjou comte de Provença rei de Nàpols †1417 |                                                                    |                                                                    |                                                                    |                                                                    |                                                                    |                                                                    |  |  |  |  |
|  |  |  |  |  |  |                                                  |                                                  |                                                  |                                                  |                                                  |                                                  |                                        |                                        |                                        |                                        |                                        |                                        |                                                       |                                                       |                                                       |                                                       |                                                                         |                                                                         |                                                                         |                                                                         |                                                                         |                                                                         |                                                                |                                                                |                                                                                                |                                                                                                |                                                                                                |                                                                                                |                                                                                                |                                                                                                |                                                                      |                                                                      |                                                                      |                                                                      |                                                                    |                                                                    |                                                                    |                                                                    |                                                                    |                                                                    |  |  |  |  |
|  |  |  |  |  |  |                                                  |                                                  |                                                  |                                                  |                                                  |                                                  |                                        |                                        |                                        |                                        |                                        |                                        |                                                       |                                                       |                                                       |                                                       |                                                                         |                                                                         |                                                                         |                                                                         |                                                                         |                                                                         |                                                                |                                                                |                                                                                                |                                                                                                |                                                                                                |                                                                                                |                                                                                                |                                                                                                |                                                                      |                                                                      |                                                                      |                                                                      |                                                                    |                                                                    |                                                                    |                                                                    |                                                                    |                                                                    |  |  |  |  |
|  |  |  |  |  |  | * naixement = matrimoni † defunció               | * naixement = matrimoni † defunció               | * naixement = matrimoni † defunció               | * naixement = matrimoni † defunció               | * naixement = matrimoni † defunció               | * naixement = matrimoni † defunció               |                                        |                                        |                                        |                                        |                                        |                                        |                                                       |                                                       |                                                       |                                                       | Lluís III d'Anjou duc d'Anjou comte de Provença pretendent a Casp †1434 | Lluís III d'Anjou duc d'Anjou comte de Provença pretendent a Casp †1434 | Lluís III d'Anjou duc d'Anjou comte de Provença pretendent a Casp †1434 | Lluís III d'Anjou duc d'Anjou comte de Provença pretendent a Casp †1434 | Lluís III d'Anjou duc d'Anjou comte de Provença pretendent a Casp †1434 | Lluís III d'Anjou duc d'Anjou comte de Provença pretendent a Casp †1434 |                                                                |                                                                | Renat I de Nàpols duc de Bar i d'Anjou comte de Provença rei de Nàpols rei dels catalans †1480 | Renat I de Nàpols duc de Bar i d'Anjou comte de Provença rei de Nàpols rei dels catalans †1480 | Renat I de Nàpols duc de Bar i d'Anjou comte de Provença rei de Nàpols rei dels catalans †1480 | Renat I de Nàpols duc de Bar i d'Anjou comte de Provença rei de Nàpols rei dels catalans †1480 | Renat I de Nàpols duc de Bar i d'Anjou comte de Provença rei de Nàpols rei dels catalans †1480 | Renat I de Nàpols duc de Bar i d'Anjou comte de Provença rei de Nàpols rei dels catalans †1480 |                                                                      |                                                                      |                                                                      |                                                                      |                                                                    |                                                                    |                                                                    |                                                                    |                                                                    |                                                                    |  |  |  |  |

## Núpcies i descendència

Armes de Violant de Bar com a reina consort d'Aragó

El 1379, a Montpeller, es va prometre amb l'infant Joan, duc de Girona i comte de Cervera, llavors vidu de la seva primera esposa, contra la voluntat del rei Pere III el Cerimoniós (que volia casar el seu hereu amb Maria de Sicília per consolidar la influència catalana en aquest últim regne). Malgrat això, el matrimoni es va celebrar el 1380, a Perpinyà. Es té constància que el 1381 una metgessa jueva de nom Bonanada tenia cura de la seva salut a València.
Del seu matrimoni amb Joan I d'Aragó (1387 - 1396) nasqueren:
- L'infant Jaume d'Aragó (1382 - 1388), reconegut com a delfí de Girona i comte de Cervera el 1387.
- La infanta Violant d'Aragó (1384 - 1442), casada el 1400 amb Lluís II de Nàpols.
- L'infant Ferran d'Aragó (1389 - 1389), infant primogènit.
- La infanta Antònia d'Aragó (1391 - 1392).
- La infanta Elionor d'Aragó (1393 - 1393).
- L'infant Pere d'Aragó (1394 - 1394), duc de Girona i comte de Cervera.
- La infanta Joana d'Aragó (1396 - 1396).

## La reina
Tingué molt bona relació amb el seu marit, però unes relacions tempestuoses amb els sogres, sobretot amb l'última esposa del rei Pere, Sibil·la de Fortià. El conflicte arribà a tenir tals dimensions que es crearen partits al voltant de cada dama, representatius, en realitat, de diferents faccions de la noblesa (amb l'alta noblesa al costat de Violant i Joan). Tot va acabar el 5 de gener de 1387, amb la mort del rei Pere i l'ascens al tron de Joan i d'ella mateixa. El nou monarca va empresonar Sibil·la, la va desposseir de tots els béns que li havien estat cedits pel seu pare i els va transferir a Violant.
A partir de llavors, ella i el seu marit, amb les camarilles respectives, iniciaren una vida de luxe i refinament, a imitació de les grans corts franceses. Durant aquest període, Violant afavorí unes intenses relacions culturals amb França, sobretot en els àmbits de la cultura escrita, la música i l'art. Però el cost econòmic de la nova orientació aristocratitzant de la monarquia no s'adeia amb les possibilitats de les rendes que ingressava el rei. Les corts de Montsó de 1383 - 1384 i de 1388 - 1389 van denunciar el fet, però foren desoïdes. Joan es va guanyar llavors l'apel·latiu de Descurat amb el qual va passar a la posteritat.
El 1393 va fundar el monestir de Sant Jeroni de la Vall d’Hebron, a prop de Barcelona. Sota la seva protecció i la del rei es va establir el Consistori de la Gaya Ciencia, seguint el model del Consistori de Tolosa, que hauria d'instituir els Jocs Florals, certamen poètic inspirat en la tradició provençal, i que se celebraren per primer cop l'any 1393.
El 1396, un accident de cacera va posar fi a la vida del Descurat. El rei moria sense descendència masculina i la corona corresponia al seu germà, Martí. Els ques'havien oposat a aquella situació, amb el Consell de Cent de Barcelona al capdavant, van maniobrar amb rapidesa i, com que Martí era a Sicília, van donar tot el suport a la nova reina, Maria de Luna, que va prendre les regnes del govern amb energia i va iniciar un procés contra aquelles camarilles i contra la mateixa Violant. Aquesta, per protegir-se i guanyar temps, va afirmar estar embarassada, però aviat es va descobrir que era fals. El regnat havia durat a penes nou anys.
Lliure de responsabilitats, però després d'un dur procés judicial que va portar a la mort algun dels seus antics col·laboradors, i a Bernat Metge a escriure una de les obres més importants de la literatura catalana, Lo somni (1399), on la seva figura és glossada, la reina vídua es concentrà en l'educació de l'única filla que li quedava, la infanta Violant d'Aragó.

## Els anys posteriors
No va tornar a participar en política fins que va morir el nou rei el 1410, també sense descendència. Durant l'Interregne que seguí (1410 - 1412), va esclatar un conflicte successori que, en un primer moment, donava moltes possibilitats al seu net Lluís de Calàbria (fill de la seva filla Violant d'Aragó i de Lluís II de Nàpols, rei titular de Nàpols i comte de Provença). La candidatura tenia el suport d'importants personalitats, com el governador de Catalunya Guerau Alemany de Cervelló, l'arquebisbe de Saragossa Garcia Fernández de Heredia, Roger Bernat de Pallars, etc. i de molts membres de la petita noblesa catalana. Però la mort de l'arquebisbe a mans dels urgellistes va fer que tots els seguidors del seu net es passessin al partit de Ferran de Trastàmara, candidat que finalment va guanyar-se el tron de la Corona d'Aragó el 1412 en el Compromís de Casp. A partir d'aquest moment, Violant de Bar ja no tornà a la política.
Passà l'última etapa de la seva vida retirada al palau de Bellesguard, a Barcelona, dedicada a l'administració dels seus béns, que no sempre resultaven suficients per mantenir el seu estatus. En aquests anys denuncià aquesta situació de forma reiterada als monarques de la nova dinastia.
El 1417 va posar un plet al Parlament de París contra el seu germà Lluís I de Bar, al qual exigia una part de l'herència dels seus pares. El 30 de setembre va obtenir, en compensació, una renda anual de 1.500 lliures torneses, i Lluís cedí el ducat de Bar a Renat d'Anjou, el net de Violant.
Fou una dona de gran caràcter i aptituds de govern, que demostrà en els períodes en els quals substituí el seu marit, com a lloctinent general, al capdavant de l'administració dels regnes. Educada a la cort de França, sempre demostrà una refinada cultura i uns interessos en aquest terreny que compartí amb el seu espòs. Junts donaren suport a la producció cultural catalana i en català en un moment crucial de la seva història.

## Mort i enterrament
Violant de Bar va morir a Bellesguard el 3 de juliol de 1431 i el seu cos va ser sebollit provisionalment a la catedral de Barcelona. Més endavant (1460), va ser traslladat al monestir de Poblet, al sepulcre que tenia reservat al costat del del seu marit. Destruït aquest sepulcre, com tots els altres panteons reials de Poblet, el 1835, les seves despulles foren traslladades (1837) a l'església de l'Espluga de Francolí i, més tard, a la catedral de Tarragona. Tornaren a Poblet el 1952, per ser col·locades als nous sepulcres reconstruïts per Frederic Marès.
A la catedral de Barcelona es conserva una corona reial atribuïble a Violant de Bar amb la llegenda "SYRA" ('Serenissima Yolandis Regina Aragonum'), actualment muntada sobre la custòdia del temple.

## Posteritat
La reina Violant de Bar ha estat un personatge present en diferents obres de ficció ja des de finals del segle xiv.
Clàssics
Glossa de Violant de Bar per

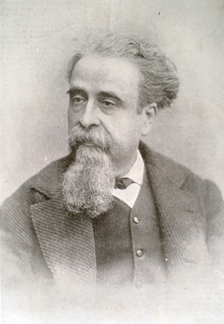
Frederic Soler (àlies Serafí Pitarra)

- Bernat Metge, Lo somni, llib. IV, cap. 6:

| « | Qui et poria dir, a ésser suficient relador, de les virtuts de la regina dona Violant, muller de mon senyor, qui ací és? No m'hi tinc per bastant, però diré-te’n breument (per no tenir temps) ço que poré. Natura femenina és naturalment a avarícia inclinada, e aquesta, contra natura, és estada la pus liberal que haja llest ne oït, que em record. Busa Cannesa, Quinto Fàbio Màximo e Gílias, qui a mon juí foren superlativament liberals, són estats avariciosos en esguard d'ella. La sua casa és estada, e és encara, temple de liberalitat, e molt pus ocupada en donar que en reebre. De subtilitat singular, d'entendre, de comprendre, de gosar emprendre grans fets, no pens que persona del món vivent li’n port avantatge; e jo deig-ho saber entre los altres, qui de mon flac poder l'he servida llongament. Si oiràs parlar d'amor, d'ací avant, conjugal e d'aquesta no et serà feta singular menció, no hages per bon historial ni disert aquell qui en parlarà, car sàpies que poques en nombre són a ella estades eguals. | » |

Teatre
L'oposició entre Violant de Bar i Sibil·la de Fortià és el nucli argumental de les següents obres: 
- Frederic Soler (Pitarra), Batalla de reines, estrenada al Teatre Romea de Barcelona el 25 de gener de 1887.

- Esteve Albert i Corp, Sibil·la de Fortià, estrenada a Castelló d'Empúries el 6 d'agost de 1969.

- Montserrat Via i Albert Tell (Companyia Pa amb Teatre), Sibil·la de Fortià, estrenada al Centre Cívic de Fortià el 16 de juny de 2007.

Novel·la històrica
És la protagonista o un personatge destacat en les següents obres:
- Maria Carme Roca, Intrigues de palau, Barcelona, Columna, 2008.

Imatgeria festiva
Dins els elements d'imatgeria festiva, Violant de Bar està representada com a Geganta de la ciutat de Sant Feliu de Llobregat, en record d'una breu estada d'aquesta reina a la població. La seva parella és el Cavaller Guillem i foren construïts per Manel Casserres i Boix.